# Listă de actori bosniaci
Aceasta este o listă de actori din Bosnia și Herțegovina.
Cuprins: Început - 0–9 A B C D E F G H I J K L M N O P Q R S T U V W X Y Z

## A
- Selma Alispahić

## B
- Zoran Bečić
- Enis Bešlagić

## C
- Kaća Čelan

## Đ
- Jasna Diklić
- Branko Đurić
- Dinka Džubur

## F
- Ines Fančović
- Tarik Filipović

## G
- Vanessa Glodjo
- Emma Golijanin

## H
- Emir Hadžihafizbegović
- Ajla Hodžić
- Ismet Horo

## J
- Davor Janjić

## K
- Fahro Konjhodžić

## L
- Boris Ler

## M

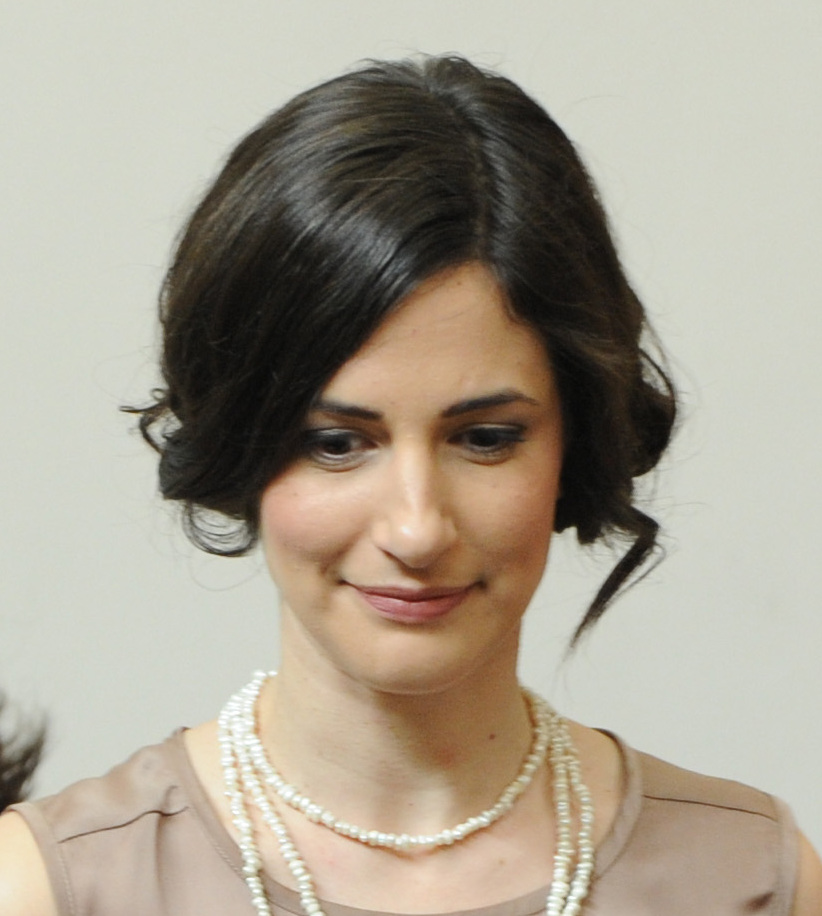
Zana Marjanović

- Zana Marjanović
- Snježana Martinović
- Ivana Miličević
- Mediha Musliović

## N
- Mustafa Nadarević
- Natașa Ninkovici

## P
- Josip Pejaković
- Saša Petrović (actor)

## S
- Amra Silajdžić
- Semka Sokolović-Bertok
- Zijah Sokolović

## T
- Velibor Topić

## Z
- Jasna Žalica
- Luna Mijović

## Vezi și
- Listă de regizori bosniaci

Format:Cinematografia bosniacă